# Podenco canario
El podenco canario es una raza canina española autóctona de las Islas Canarias.

## Características
Mide entre 53 y 64 cm hasta la cruz. Es un perro ligeramente alargado y con mucha musculatura, con un color marrón sombra o también marrón claro o amarillo, pudiendo ir o no acompañado de marcas de color blanco; suele tener poco pelaje. Comienza a cazar desde muy temprana edad, dándose casos de animales de menos de tres meses que muestran fuerte instinto cazador. Cuando descubren y/o persiguen una presa, emiten un característico ladrido corto y repetitivo,  conocido por los cazadores como "latir".

## Carácter
Es un animal que no muestra normalmente agresividad, extremadamente fiel y noble para su compañero, inquieto, independiente, terco, trabajador e inteligente.
Carece de actitudes de guarda y defensa, ya que en su propia casa es "amigo de todos los desconocidos".
Es un buen animal de compañía, adaptable a cualquier ambiente. Cada día es más común verlo en ciudad por su carácter tranquilo y sosegado en casa, y su fuerte carisma y agilidad en parques y zonas de juego. Si se cría dentro de un hogar, una vez superados los primeros doce meses de vida hiperactiva, se muestra como un animal algo más tranquilo, actitud que cambia drásticamente una vez sale al campo.

## Cualidades
Dadas las cualidades de esta raza para el rastreo: su olfato, su oído y su visión, así como su gran velocidad en la carrera tras la presa, los cazadores se han servido de él para esta activad.